# Liste der Naturdenkmale in Weinsberg
| Naturdenkmale | Anzahl |
| ------------- | ------ |
| FND           | 4      |
| END           | 13     |
| Gesamt        | 17     |

Die Liste der Naturdenkmale in Weinsberg nennt die verordneten Naturdenkmale (ND) der im baden-württembergischen Landkreis Heilbronn liegenden Stadt Weinsberg. In Weinsberg gibt es insgesamt siebzehn als Naturdenkmal geschützte Objekte, davon vier flächenhafte Naturdenkmale (FND) und dreizehn Einzelgebilde-Naturdenkmale (END).
Stand: 1. November 2016.

## Flächenhafte Naturdenkmale (FND)
| Name                              | Bild | Kennung     | Einzelheiten | Position | Fläche Hektar | Datum         |
| --------------------------------- | ---- | ----------- | --- | -------- | ------------- | ------------- |
| Feuchtgebiet „Beim Stadtsee“      | BW   | 81251020014 | Weinsberg | ⊙        | 1,8           | 18. Juli 1986 |
| Feuchtgebiet „Brühltal“           | BW   | 81251020011 | Weinsberg Nicht mehr in der LUBW-Datenbank vorhanden. Das ehemalige Naturdenkmal ist jetzt Teil des größeren Naturschutzgebiets mit der Schutzgebiets-Nr. 1.254 Verordnung des Regierungspräsidiums Stuttgart über das Naturschutzgebiet »Brühl« vom 4. Dezember 2002 | ⊙        | 4,9           | 18. Juli 1986 |
| Feuchtgebiet „Württemberger Wald“ | BW   | 81251020001 | Weinsberg | ⊙        | 0,2           | 18. Juli 1986 |
| Mergelgrube an der Weibertreu     | BW   | 81251020006 | Weinsberg | ⊙        | 0,1           | 18. Juli 1986 |
| Legende für Naturdenkmal          |      |             | |          |               |               |

## Einzelgebilde (END)
| Name                                       | Bild             | Kennung     | Einzelheiten                                          | Position | Fläche Hektar | Datum         |
| ------------------------------------------ | ---------------- | ----------- | ----------------------------------------------------- | -------- | ------------- | ------------- |
| Baumgruppe am Eberbach (4 Pappeln,1 Weide) | BW               | 81251020016 | Weinsberg                                             | ⊙        | 0,0           | 18. Juli 1986 |
| 1 Eiche „Bismarckeiche“                    | BW               | 81251020008 | Weinsberg                                             | ⊙        | 0,0           | 18. Juli 1986 |
| 1 Eiche „Kernersruh-Eiche“                 | BW               | 81251020010 | Weinsberg                                             | ⊙        | 0,0           | 18. Juli 1986 |
| 1 Eiche                                    | BW               | 81251020002 | Weinsberg                                             | ⊙        | 0,0           | 18. Juli 1986 |
| 1 Eiche                                    | BW               | 81251020004 | Weinsberg                                             | ⊙        | 0,0           | 18. Juli 1986 |
| 1 Eiche                                    | BW               | 81251020009 | Weinsberg                                             | ⊙        | 0,0           | 18. Juli 1986 |
| 1 Eiche                                    | BW               | 81251020013 | Weinsberg                                             | ⊙        | 0,0           | 18. Juli 1986 |
| 1 Feldahorn                                |                  | 81251020012 | Weinsberg                                             | ⊙        | 0,0           | 18. Juli 1986 |
| 1 Fichte                                   | BW               | 81251020005 | Weinsberg Nicht mehr in der LUBW-Datenbank vorhanden. | ⊙        | 0,0           | 18. Juli 1986 |
| 1 Forche „Kaiserforche“                    | BW               | 81251020007 | Weinsberg Nicht mehr in der LUBW-Datenbank vorhanden. | ⊙        | 0,0           | 18. Juli 1986 |
| 1 Mostbirnbaum                             | BW               | 81251020017 | Weinsberg                                             | ⊙        | 0,0           | 18. Juli 1986 |
| 2 Pappeln                                  | BW               | 81251020003 | Weinsberg                                             | ⊙        | 0,0           | 18. Juli 1986 |
| 2 Roßkastanien                             | Kastanien rechts | 81251020015 | Weinsberg                                             | ⊙        | 0,0           | 18. Juli 1986 |
| Legende für Naturdenkmal                   |                  |             |                                                       |          |               |               |